# توشیو کوروساوا
توشیو کوروساوا (انگلیسی: Toshio Kurosawa; ۴ فوریهٔ ۱۹۴۴ –) بازیگر، خواننده اهل ژاپن است.
از فیلم‌ها یا برنامه‌های تلویزیونی که وی در آن نقش داشته‌است می‌توان به سامورایی قاتل و طولانی‌ترین روز ژاپن اشاره کرد.